# Bijugis altimontana
Bijugis altimontana är en fjärilsart som beskrevs av Leo Sieder och Loebel 1951. Bijugis altimontana ingår i släktet Bijugis och familjen säckspinnare. Inga underarter finns listade i Catalogue of Life.